# Synerythrops intermedia
Synerythrops intermedia är en kräftdjursart som beskrevs av Hansen 1910. Synerythrops intermedia ingår i släktet Synerythrops och familjen Mysidae. Inga underarter finns listade i Catalogue of Life.